# Amphibienbiotope an der Hohen Warte
Amphibienbiotope an der Hohen Warte este o arie protejată (arie specială de conservare — SAC, sit de importanță comunitară — SCI) din Germania întinsă pe o suprafață de 77 ha, integral pe uscat.

## Localizare
Centrul sitului Amphibienbiotope an der Hohen Warte este situat la coordonatele 51°58′37″N 9°44′38″E / 51.9769°N 9.7439°E.

## Înființare
Situl Amphibienbiotope an der Hohen Warte a fost declarat sit de importanță comunitară în iunie 2000 pentru a proteja 2 specii de animale. Situl a fost protejat și ca arie specială de conservare în noiembrie 2018.

## Biodiversitate
Situată în ecoregiunea continentală, aria protejată conține 2 habitate naturale: Păduri de fag Luzulo-Fagetum, Păduri aluvionare cu Alnus glutinosa și Fraxinus excelsior (Alno-Padion, Alnion incanae, Salicion albae).
La baza desemnării sitului se află mai multe specii protejate de  amfibieni (2): izvoraș-cu-burta-galbenă (Bombina variegata), triton cu creastă (Triturus cristatus).